# Johann Friedrich Frauenholz
Johann Friedrich Frauenholz, auch Jean Frederic Frauenholz (* 4. November 1758 in Brunst, Landkreis Ansbach; † 9. Juni 1822 in Nürnberg) war ein deutscher Kunstsammler, Kunsthändler und -verleger in Nürnberg. Er war einer der bedeutendsten Kunsthändler seiner Zeit und „die Seele des Nürnberger Kunstlebens“.

## Leben
Er war der Sohn von Johann Albrecht Frauenholz, Pfarrer in Weißenkirchberg. Im Alter von nur elf Jahren (1769) ging er bei seinem Onkel, dem Nürnberger Leinwandhändler Christian Erdmann Frauenholz, in die Lehre. Der Onkel besaß eine große Sammlung an Gemälden, Kupferstichen, Münzen und Medaillen. Nach Beendigung seiner fünfjährigen Lehre ging Frauenholz 1774/75 zur weiteren Ausbildung für zwei Jahre nach Memmingen und danach noch eineinhalb Jahre nach Kaufbeuren. Zurück in Nürnberg (etwa 1779) arbeitete er zunächst als Gehilfe in der Plattensteinerschen Baumwoll-Großhandlung.
Im Jahr 1783 erhielt er das Bürgerrecht zu Nürnberg. Er kaufte im Jahr 1787 den Nachlass des Nürnberger Kupferstechers Johann Adam Schweickart (1722–1787) und gründete 1790 im Haus seines früheren Lehrherrn (Obstmarkt 1) eine Kunsthandlung.
In seinem Verlag veröffentlichte Frauenholz ab 1790 Kupferstiche berühmter Meister seiner Zeit. Von 1790 bis 1804 führte er auch zahlreiche Versteigerungen von Kupferstichen durch. Von Dezember 1790 bis Februar 1791 hielt sich Frauenholz in Paris auf.
Im Jahr 1790 wurde er in die Freimaurerloge Zu den drei Pfeilen aufgenommen.
In erster Ehe heiratete er am 29. August 1791 Albertine Marie Karoline Häßlein (1773–1798), die Tochter des Rugsamts-Schreibers und späteren -syndikus Johann Heinrich Häßlein (1737–1796). In zweiter Ehe heiratete er am 27. September 1818 Albertine Marie Rosine Ammon (um 1785–?), die Tochter des Wirtes Johann Kaspar Ammon. Beide Ehen blieben kinderlos.
Am 13. Oktober 1792 gründete Frauenholz gemeinsam mit dem Maler Johann Peter Rößler und dem Arzt und Philosophen Dr. Johann Benjamin Erhard als Anhänger der Aufklärung, begeistert von den Ideen der Französischen Revolution, als ersten Kunstverein Deutschlands die Nürnberger „Kunst-Societät“, einen „Verein für Künstler und Kunstfreunde“, Vorläufer des heutigen Kunstvereins Nürnberg. Zu den Gründungsmitgliedern gehörten 15 Gleichgesinnte, meist Kupferstecher und Maler sowie die damaligen Direktoren der Malerakademie Nürnberg und der Zeichenschule für Handwerkslehrlinge, die in wöchentlichen Versammlungen ihre Ideen austauschten. Man wollte „durch Umgang und Austausch die hiesige Kunst gemeinnütziger“ machen.
Im Jahr 1793 wurde er als Mitglied in die Malerakademie aufgenommen.
Er korrespondierte mit vielen Künstlern, auch 1794 mit Friedrich Schiller wegen seines Werkes Don Karlos, und war mit Johann Wolfgang von Goethe befreundet.
Im Jahr 1794 wurde Frauenholz „Genannter“ des Größeren Rates der Stadt Nürnberg. Im Jahr 1801 verkaufte die bekannte Nürnberger Patrizierfamilie Praun die wertvolle Praun’sche Kunstsammlung an Frauenholz. Dieser katalogisierte die Sammlung 1804 neu und verkaufte den Bestand an Zeichnungen en bloc an den ungarischen Fürsten Nikolaus II. Esterházy de Galantha (1765–1833). Anhand einer von Frauenholz angebrachten Nummerierung können heute rund 500 Stück und damit etwa zwei Drittel der um 1800 noch erhaltenen Praun-Zeichnungen, zumeist im Kupferstichkabinett des Budapester Szépművészeti Múzeum, eindeutig identifiziert werden.
Am 23. Oktober 1817 wurde er als Mitglied Nr. 342 in den Blumenorden aufgenommen.
Er starb 1822 an den Folgen eines Schlaganfalls.

## Werke (Auswahl)
- Bilder für Kinder mit Hinsicht auf die von Herrn Andre und Bechstein herausgegebenen Spaziergänge, gesammelt von I.F. Frauenholz, Frauenholzische Kunsthandlung, Nürnberg 1792–1795 (Digitalisat)
- Populäre Zoologie oder Abbildung und Beschreibung ihres äußeren und inneren Baues derjenigen Thiere, deren nähere Kenntnis allgemein nützlich ist. Frauenholzische Kunsthandlung, Nürnberg 1793
- Anzeiger der im Stiche erscheinenden zwanzig Darstellungen aus Klopstock’s Messias, componirt und gezeichnet von Heinrich Füger, dermaligen Gallerie-Direktor zu Wien, gestochen von J. F. Leybold daselbst. Frauenholzische Kunsthandlung, Nürnberg 1811
- Ankündigung und Plan einer von Johann Friedrich Frauenholz & Comp. in Nürnberg veranstalteten, mit äußerst beträchtlichen Vortheilen verknüpften großen Kunstverlossung ohne Fehler. Frauenholzische Kunsthandlung, Nürnberg 1811